# Carl Svante Hallbeck

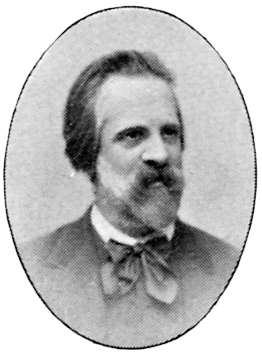
Carl Svante Hallbeck.

Carl Svante Hallbeck (* 14. April 1826 in Göteborg; † 17. Dezember 1897 in Everett, USA) war ein schwedischer Illustrator und Maler.
Hallbeck war bis 1846 als Handelsgeselle tätig und begann danach ein Studium an der dänischen Kunstakademie in Kopenhagen. Nach dem erfolgreichen Abschluss des Studiums zog er 1851 wieder nach Schweden. In der folgenden Zeit schuf er viele Zeichnungen, die als Vorlagen für Holzschnitte dienten, welche dann in schwedischen, dänischen und deutschen Zeitungen oder Büchern abgebildet wurden. Zu seinen Auftraggebern zählten die Ny Illustrerad Tidning, deren Mitbegründer er 1865 war. Weiterhin war er in der Zeitschrift Svenska Familj-Journalen und im Jahrbuch Svea präsent. 1887 siedelte er in die USA über, wo er sich verstärkt Aquarellen widmete. Gleichzeitig lieferte er weiter Beiträge an die schwedische Presse unter der Signatur Svante.

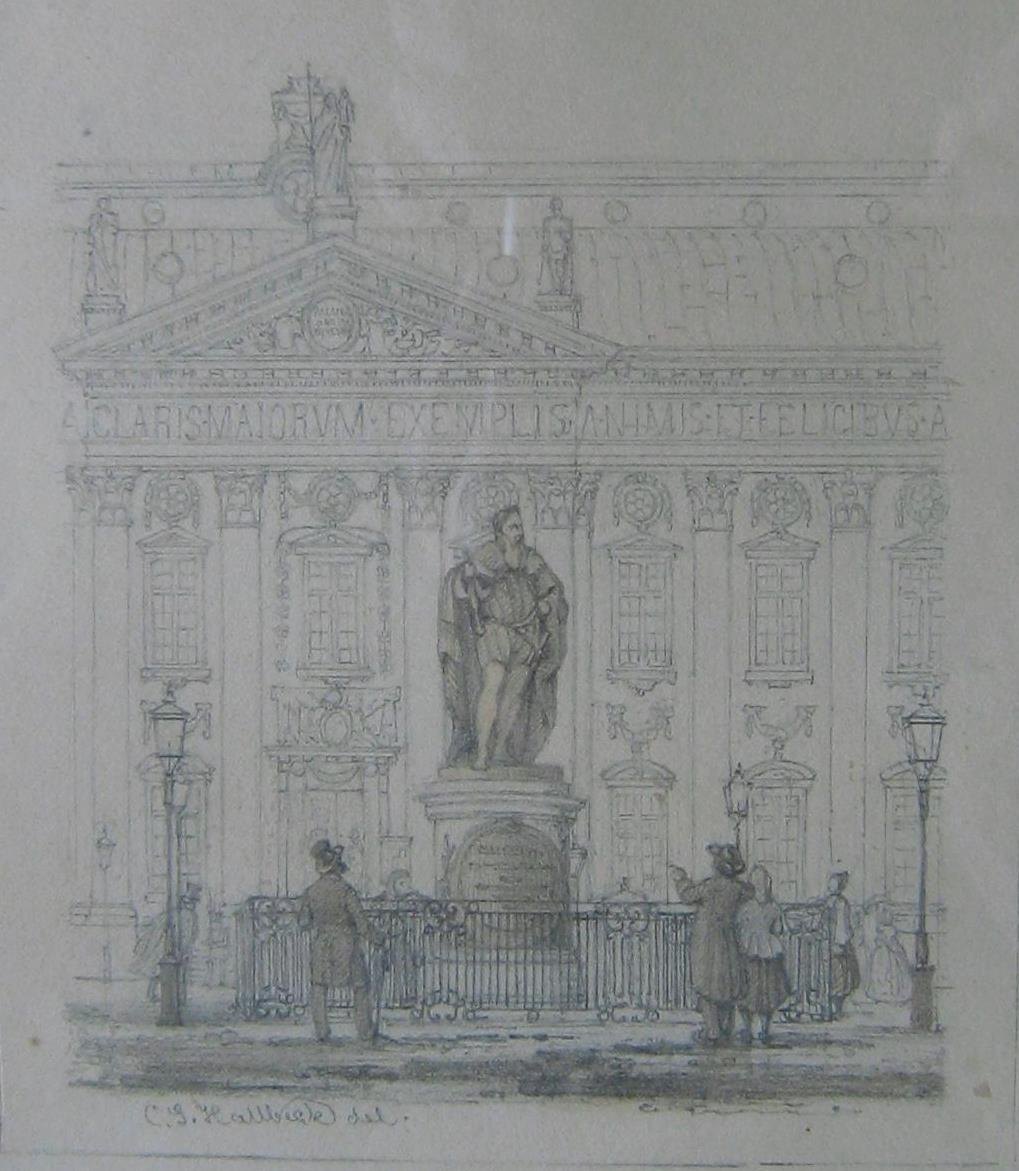
Riddarhuset und Gustav-Wasa-Statue, aquarell-kolorierte Zeichnung von Hallbeck.
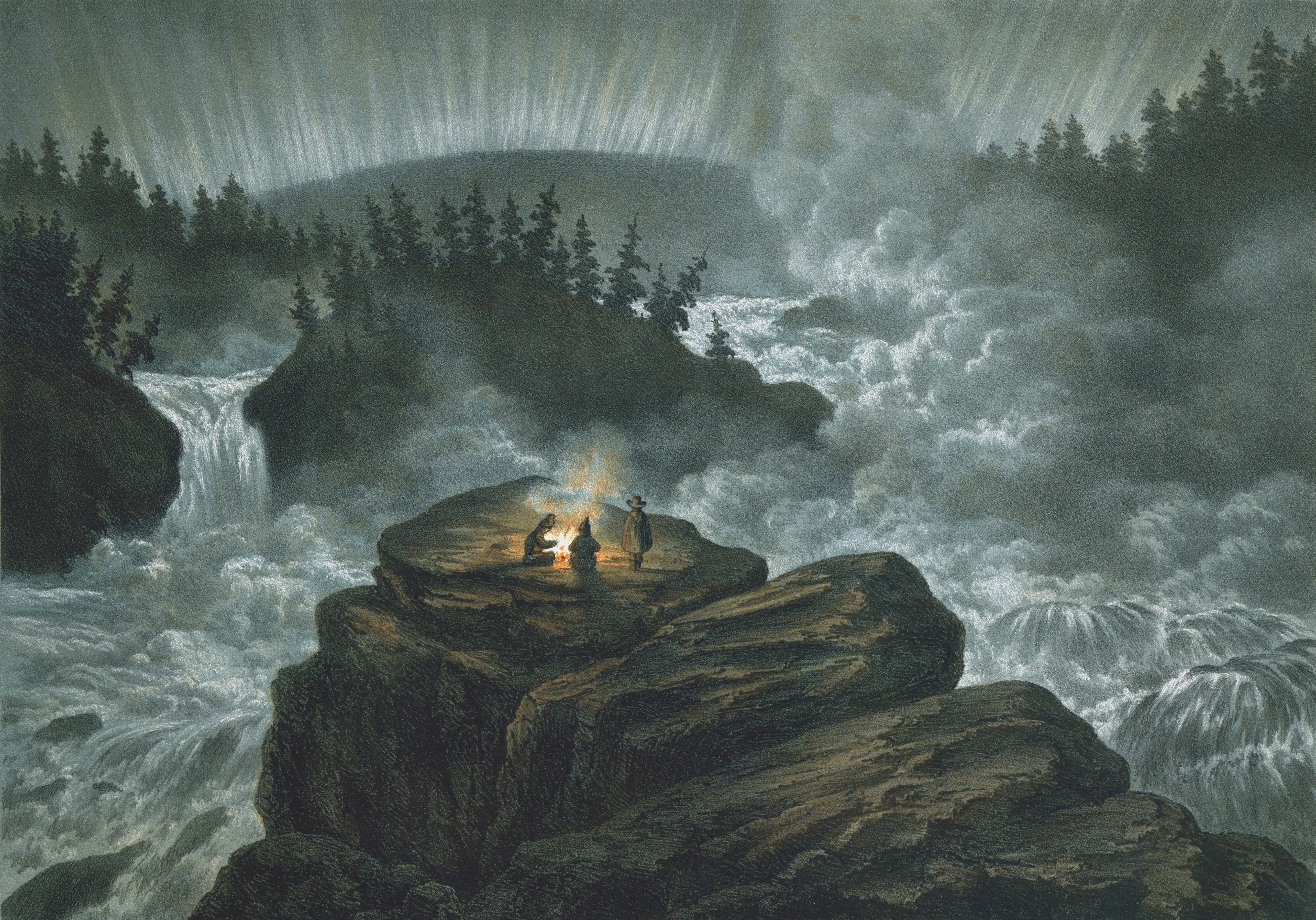
Der ehemalige Wasserfall Harsprånget am Lule älv, (1856).
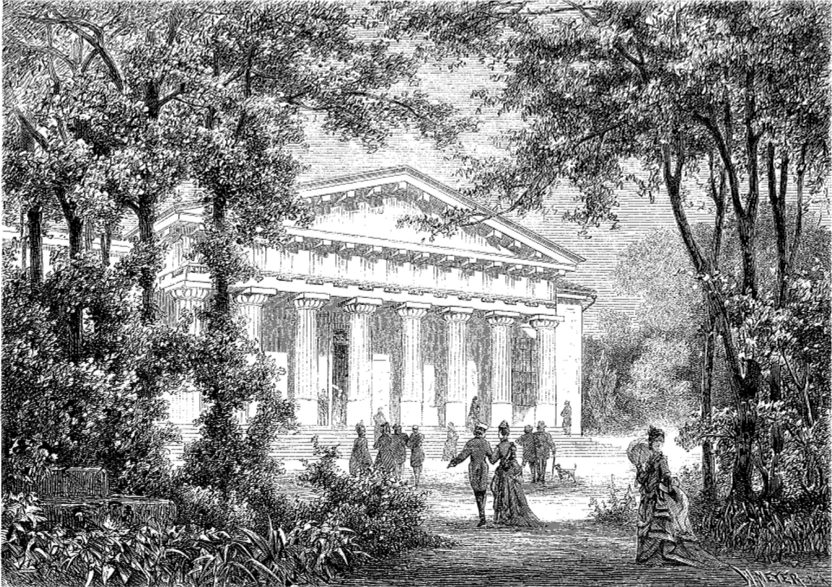
Botanischer Garten, Uppsala, Svenska Familj-Journalen (1874, Holzstich von Wilhelm Meyer nach einer Zeichnung von Hallbeck).